# Rivière Bras-David
La rivière Bras-David est un cours d'eau de Basse-Terre en Guadeloupe prenant sa source dans le parc national de la Guadeloupe et se jetant dans la Grande Rivière à Goyaves.

## Géographie
Longue de 13,8 km, la rivière Bras-David prend sa source à environ 950 m d'altitude sur les flancs nord des pitons de Bouillante, sur le territoire de la commune de Petit-Bourg où elle s'écoule tout au long de son cours.
La rivière possède un bassin versant de 19 km2 principalement constitué de roches andésitiques pyroclastiques peu endurées vieilles d'environ un million d'années. 

## Affluents
La rivière de Bras-David est alimentée successivement par les eaux de différentes petites ravines descendant des sommets des Pitons et de la Crête de Pigeon puis par les deux bras distincts de la rivière Petit-David, par la ravine Lapin, la rivière Noué, la rivière Corossol dite aussi Bras Saint-Jean (qui constitue son principal affluent), la ravine Déjeuné, la rivière Jules et enfin la ravine Débauchée pour atteindre sa confluence avec la Grande Rivière à Goyaves au lieu-dit Duclos au nord de Barbotteau.